# Gem Archer
Gem Archer, właśc. Colin Murray Archer (ur. 7 grudnia 1966 w Durham) – brytyjski gitarzysta zespołu Oasis. Wcześniej grał w zespołach Whirlpool i Heavy Stereo.